# Jean-Claude Bourlès
Pour les articles homonymes, voir Bourlès.
Jean-Claude Bourlès est un écrivain-voyageur breton né à Rennes le 22 novembre 1937.

## Biographie
Après une carrière à la Sécurité Sociale à Rennes, il est, comme tant d’autres, pris par la passion de cheminer vers Compostelle. Il a écrit trois livres sur le sujet, relatant, pour les deux premiers, sa propre expérience de pèlerin du chemin des chemins, le troisième étant une sorte de recueil de témoignages sur les motivations des nombreux pèlerins qu'il a rencontrés.
Écrivain-voyageur, il a collaboré à de nombreuses revues telles que Grands Reportages, Terre Sauvage, Pays de Bretagne.

## Ouvrages
- La Grande Ragale, A L'INDEX, collection Pour Mémoire, 2017
- Le Rêve effacé, A L'INDEX, collection Pour Mémoire, 2016
- Le Frisson des départs (en collaboration avec Yvon Boëlle), Salvator, 2012
- Ma vie avec Sancho Pança, Payot, 2005
- Escapades avec Don Quichotte, Payot, 2003
- Guillaume Manier : un paysan picard à Saint-Jacques de Compostelle, Payot, 2002
- Pèlerin sans église, Desclée de Brouwer, 2001
- Une Bretagne intérieure, Flammarion, 1999
- Passants de Compostelle, Payot, 1998
- Le Grand Chemin de Compostelle, Payot, 1998, Prix du Roman d'aventure
- Louis Guilloux, les maisons d'encre, photographies Jean Hervoche, Christian Pirot, 1997
- Retour à Conques, Payot, 1995
- Sur les chemins de Compostelle, Payot, 1995
- Chronique du bel été, Jean Picollec, 1982, Prix Louis-Guilloux
- Fleurs vagabondes, poèmes, Michelle Brouta, 1981
- Sillages d'hiver, poèmes, illustrations de Bernard Louedin, Éditions du Coq, 1981
- Cantilènes, poèmes, Chambelland, 1978
- Les Vents noirs, poèmes, Millas Martin, 1976